# كادال توماس
كادال توماس (بالإنجليزية: Kadell Thomas)‏ هو لاعب كرة قدم كندي ولد في 26 من تشرين الثاني 1996 بكندا، وهو يلعب حاليا لفريق نادي فورجي في الدوري الكندي الدرجة الأولى.